# Circuit intégré 7427

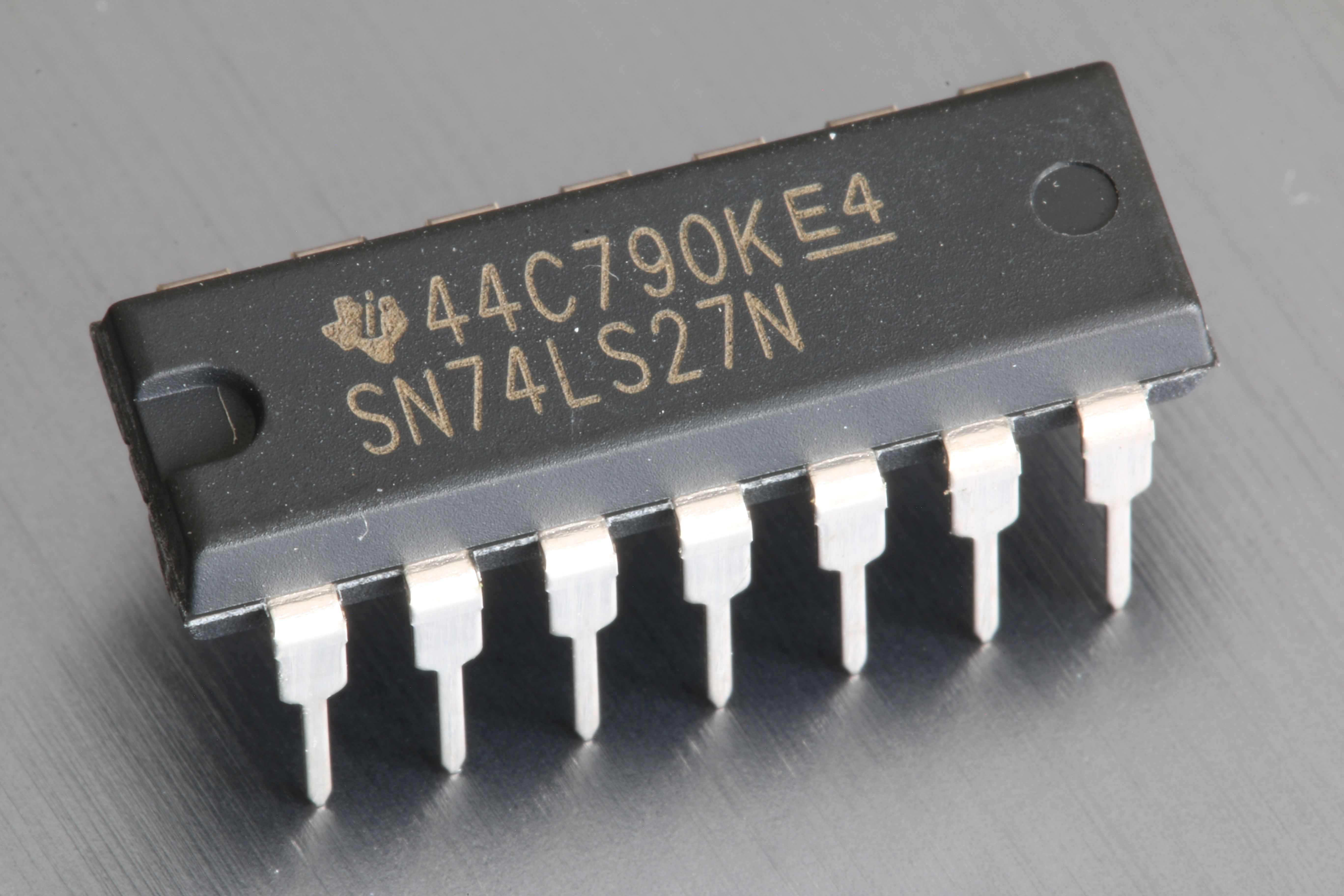
Circuit intégré 7427 (Texas Instruments SN74LS27N)

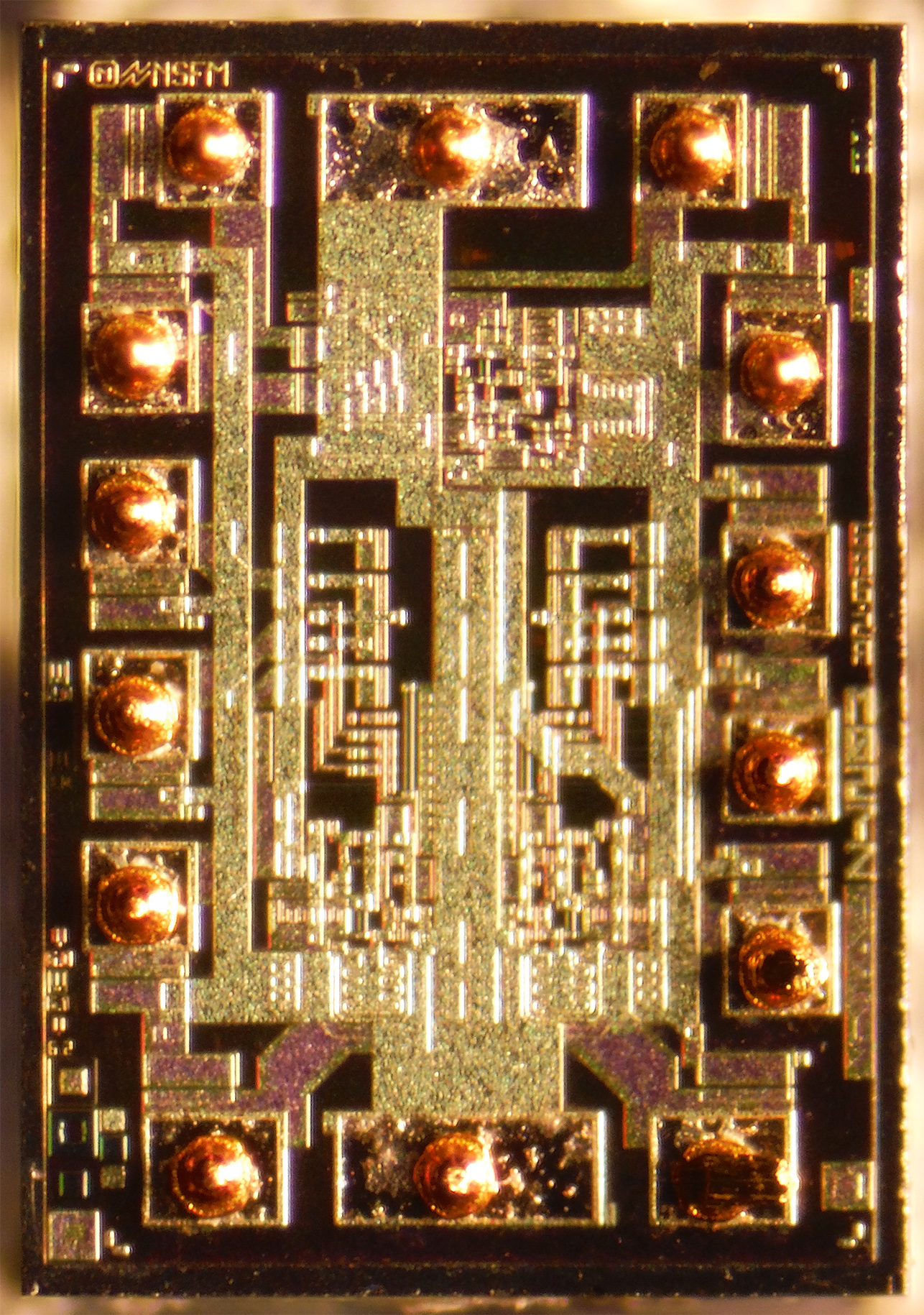
Die d'un 74F27

Le circuit intégré 7427 fait partie de la série des circuits intégrés 7400 utilisant la technologie TTL.

Ce circuit est composé de trois portes logiques indépendantes NON-OU à trois entrées.